# Kilpheder

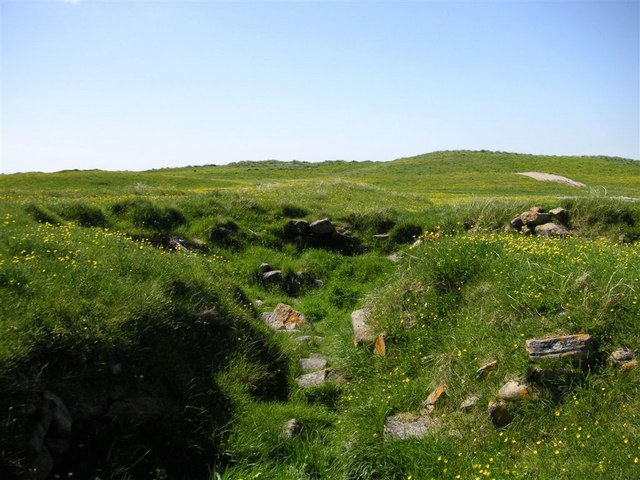
Wheelhouse von Kilpheder

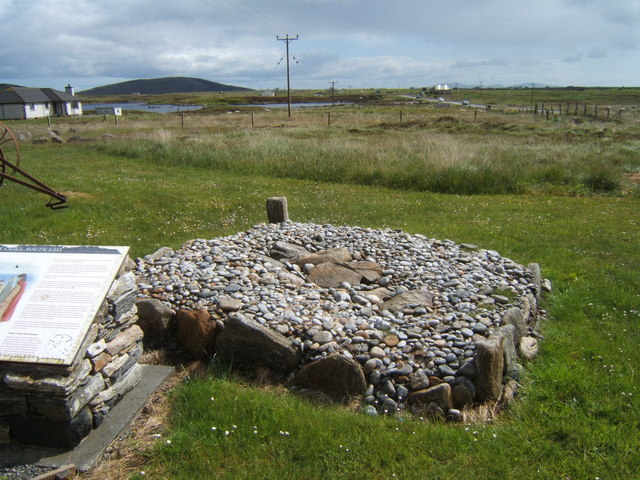
Rekonstruierter piktischer square barrow bei Kilpheder

Kilpheder (auch Kilphedir, gälisch Cille Pheadair) ist ein Verwaltungsbezirk im Südwesten von South Uist auf den Äußeren Hebriden in Schottland. Kilpheder liegt zwei Kilometer südwestlich von Daliburgh, am Loch Dun Na Cille, nördlich von North Boisdale.
Hier wurde 1952 ein eisenzeitliches Wheelhouse bestehend aus zehn Segmenten ausgegraben. 1997 wurde etwa einen Kilometer nordwestlich, bei Fairy Point (Sithean Biorach, „Feenpunkt“) eine altnordische Siedlung aus den 10. bis 13. Jahrhundert entdeckt und ausgegraben, die aus den Resten von elf Steingebäuden besteht. Die Ausgrabungen haben einige bemerkenswerte Artefakte aus Steatit, sowie Samen, Scherben, eine Reihe von Knochen, zwei Silbermünzen und einen verzierten Goldstreifen erbracht. Das Machair, die fruchtbare Küstenlandschaft, ist unter Schutz (SPA) gestellt.